# 沃爾科特 (康乃狄克州)
沃爾科特（英語：Wolcott）是一個位於美國康乃狄克州新哈芬縣的城鎮。

## 地理
沃爾科特的座標為41°36′04″N 72°58′30″W / 41.60111°N 72.97500°W，而該地的平均海拔高度為260米（即853英尺）。

## 人口
根據2010年美國人口普查的數據，沃爾科特的面積為54.60平方千米，當中陸地面積為54.20平方千米，而水域面積為1.80平方千米。當地共有人口16680人，而人口密度為每平方千米305.49人。